# Deslocamento de cotovelo
O deslocamento de cotovelo ocorre quando o úmero não está mais em contato normal com a ulna na articulação do cotovelo. Os sintomas incluem deformidade e dor intensa no cotovelo. As complicações podem incluir rigidez do cotovelo ou diminuição da amplitude de movimento.
A causa geralmente é uma lesão, como uma queda. Entre os esportes, a luta livre e a ginástica estão comumente implicados. O mecanismo subjacente envolve pelo menos uma lesão nos ligamentos ao redor do cotovelo. O diagnóstico é feito por raio-x. Os tipos são simples (75%), geralmente se não houver fratura, e complexos, quando houver fratura.
O tratamento inicial envolve uma redução articular. Depois, o cotovelo pode ser colocado em uma tipoia ou suporte traseiro a 90 graus. A cirurgia pode ser necessária se a articulação for realocada após a redução ou se houver uma fratura. Exercícios precoces de amplitude de movimento são recomendados.
Deslocamentos de cotovelo são incomuns. Embora seja o segundo deslocamento mais comum de uma grande articulação, ocorrendo em cerca de 1 em cada 20.000 pessoas por ano. Eles ocorrem mais frequentemente em pessoas entre 10 e 20 anos, sendo os homens mais comumente afetados.